# 錢德勒鎮區 (密歇根州沙勒沃伊縣)
錢德勒鎮區（英語：Chandler Township）是位於美國密歇根州沙勒沃伊县的一個行政鎮區。

## 地方資料
錢德勒鎮區的面積為92.26平方千米，當中陸地面積為92.20平方千米，而水域面積為0.05平方千米。根據2020年美國人口普查的數據，當地共有人口284人，而人口密度為每平方千米3.08人。